# Niki Chow
Niki Chow (周丽淇) (30 de agosto de 1979, Shanghái), es una actriz y cantante china Cantopop que reside en Hong Kong. Ella terminó su contrato con el sello discográfico BMA en el mes de enero de 2011 y actualmente tiene un contrato con TVB. Ella nació en Shanghái pero creció y se crio en Hong Kong. Es la hermana menor de la modelo Kathy Chow Man Kei. 
La vida de Niki terminó en la escuela cuando fue descubierta por un agente que le ofreció una oportunidad de modelar. Este fue su comienzo de su vida como artista, a punto de cumplir 17 años.

## Discografía
| Orden | Información del Álbum                                                                     |
| ----- | ----------------------------------------------------------------------------------------- |
| 1st   | Pure Niki (EP + DVD) - Released: August 25, 2005 - Label: BMA Records                     |
| 2nd   | Child-Woman (EP + VCD) - Release Date: April 11, 2006 - Label: BMA Records                |
| 3rd   | Nikikaka (Single - AVCD) - Release Date: August 18, 2006 - Label: BMA Records             |
| 4th   | Redefine (EP + DVD) - Release Date: January 20, 2009 - Label: BMA Records                 |
| 5th   | Redefine Second Edition (EP + DVD) - Release Date: February 13, 2009 - Label: BMA Records |
| 6th   | Make a Wish" (Single) - Release Date: August 27, 2010 - Label: BMA Records                |
| 7th   | F.L.Y. (EP) - Release Date: November 11, 2010 - Label: BMA Records                        |

Música de TVB:
- 明知不知傻痴痴 (theme song for The Gentle Crackdown (2005), a duet with co-star Moses Chan)
- 請講 (theme song for Under the Canopy of Love (2006), a duet with co-star Kevin Cheng)
- 抱著空氣 (sub theme for The Seventh Day (2008), a duet with co-star Kevin Cheng)
- 相信童話 (sub theme for The King of Snooker (2009), a duet with co-star Patrick Tang)
- 身在福中 (theme song for her TVB travel programme Sakura Memories (2009))

## Filmografía

### TV Series
| Año  | Título                                | Personaje                 | Notas |
| ---- | ------------------------------------- | ------------------------- | --- |
| 2004 | Hard Fate 翡翠戀曲                    | Leung Wing-Sze            | Supporting role Co-stars include: Damien Lau, Flora Chan, Kevin Cheng Producer: Amy Wong |
| 2005 | The Gentle Crackdown 秀才遇著兵       | Luk Sap-Yee (Sap Yee Mui) | Leading role Most Improved Actress Winner Co-stars include: Moses Chan, Michelle Yim Producer: Lau Ka Ho |
| 2006 | Under the Canopy of Love 天幕下的戀人 | Ko Yat-Sze                | Leading role Nominated - Best Actress (Top 20) Nominated - My Favourite Female Character (Top 5) Most Favorite Couple: Kevin Cheng and Niki Chow (Astro Award) Co-stars include: Kevin Cheng, Bosco Wong, Natalie Tong Producer: Amy Wong |
| 2007 | Colours of Love 森之愛情              | Ah Yi                     | Guest star in Episode 8 |
| 2008 | The Seventh Day 最美麗的第七天        | Ling Ka-Yan               | Leading role Co-stars include: Kevin Cheng, Bosco Wong, Natalie Tong Producer: Amy Wong |
| 2009 | The King of Snooker 桌球天王          | Yau Ka-Kan                | Shared female lead role with Joyce Tang Co-stars include: Adam Cheng, Patrick Tang, Joyce Tang Producer: Terry Tong |
| 2009 | The Book and the Sword 書劍恩仇錄     | Huo Qingtong              | CCTV Series |
| 2011 | "Bottled Passion" 我的如意狼君        | Tsui Sum                  | Leading role Co-stars include: Raymond Wong Producer: Lee Tim Sing |
| 2012 | "Sergeant Tabloid" 女警愛作戰         | Lui Fei-hap               | Leading role Co-stars include: Michael Tse, Mandy Wong Producer: Nelson Cheung |

### Películas
| Año  | Título                                               | Personaje | Notas |
| ---- | ---------------------------------------------------- | --------- | ----- |
| 2001 | Feel 100% II 百分百感覺2                             | Cherry    |       |
| 2001 | Fighting for Love 同居蜜友                           | Mindy     |       |
| 2001 | Horror Hotline...Big Head Monster 恐怖熱線之大頭怪嬰 | Helen     |       |
| 2001 | Dummy Mommy Without a Baby 玉女添丁                  | Dina      |       |
| 2002 | New Blood 熱血青年                                   |           |       |
| 2003 | Diva - Ah Hey 下一站天后                             | Shadow    |       |
| 2003 | My Dream Girl 炮製女朋友                             |           |       |
| 2003 | Good Times, Bed Times 戀上你的床                     | Peggy     |       |
| 2003 | Naked Ambition 豪情                                  | Kiki      |       |
| 2004 | Love Battlefield 愛‧作戰                             | Ching     |       |
| 2006 | My Name Is Fame 我要成名                             |           |       |
| 2006 | Heavenly Mission 天行者                              | Fion      |       |